# Leucobryum giganteum
Leucobryum giganteum är en bladmossart som beskrevs av C. Müller 1848. Leucobryum giganteum ingår i släktet Leucobryum och familjen Dicranaceae. Inga underarter finns listade i Catalogue of Life.